# 노베오카시

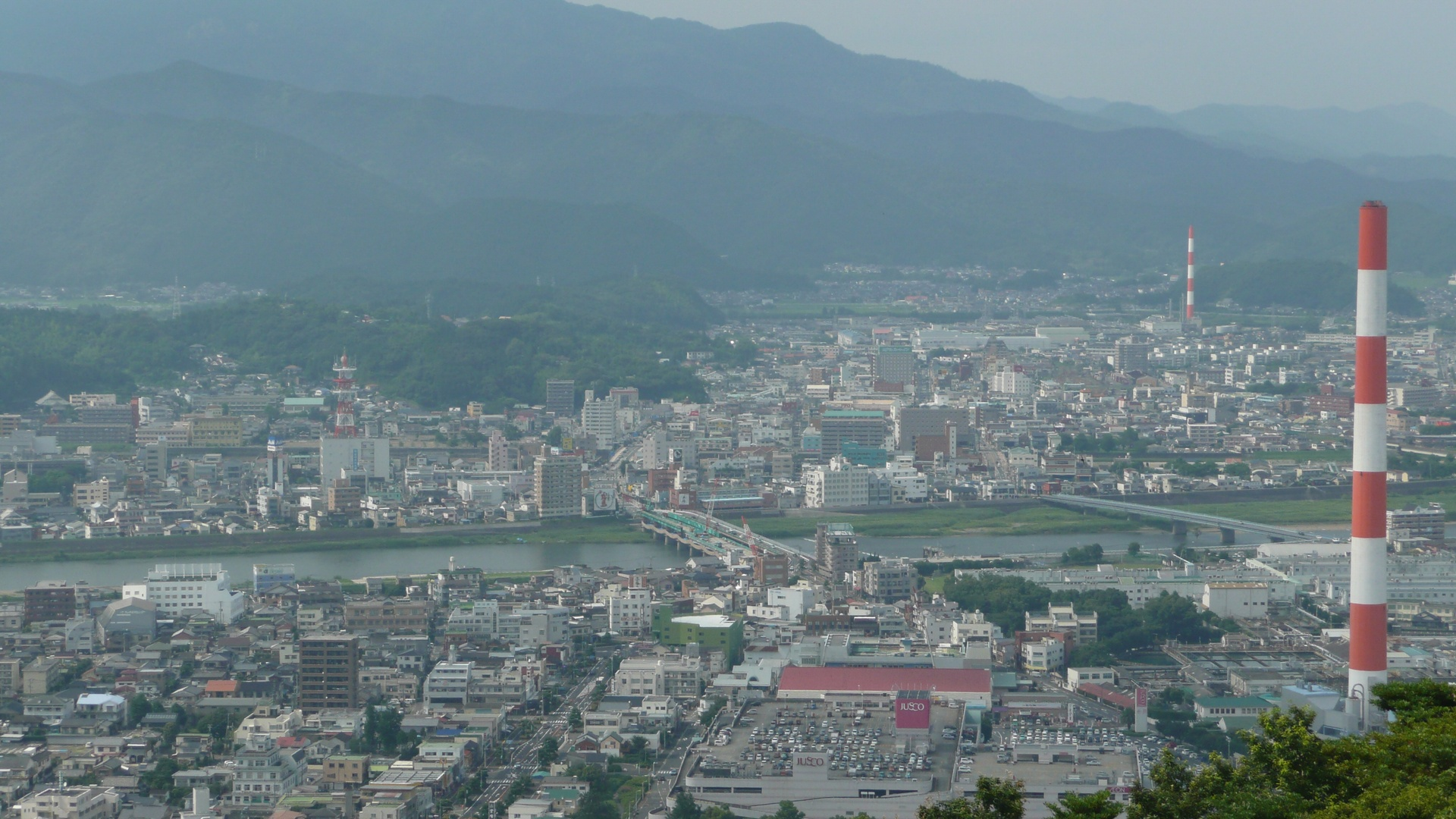
노베오카 시가지

노베오카시(일본어: 延岡市)는 일본 미야자키현 북부에 있는 시이다. 중심지는 미야자키현 북부의 거점으로 기능한다. 제2차 세계 대전 이전부터 미야자키현 굴지의 공업 도시 성격이 강했지만 현재는 아사히 카세이의 창업지이자 공장이 있는 기업 도시가 되었다.

## 지리
동쪽은 휴가나다와 접하고 이외 지역은 산으로 둘러싸여 있다. 고카세강·오세강 등 많은 하천이 시내를 흘러 풍부한 수향(水郷)의 성격을 가진다.

## 인접하는 자치체
- 미야자키현
  - 히가시우스키군 가도가와정, 미사토정
  - 니시우스키군 히노카게정

- 오이타현
  - 사이키시

## 역사
헤이안 시대에는 우스키군 아가타향에 속했다. 중세에는 쓰치모치씨가 지배했지만 1578년 4월 10일 분고국의 오토모 요시시게에 의해 쓰치모치 지카시게가 마쓰오성에서 멸망해 700년에 걸친 쓰치모치씨의 명맥이 끊겼다.
1587년 도요토미 히데요시의 규슈 정벌로 다카하시 모토타네가 노베오카번에 5만 3천 석을 하사받아 입봉하였다. 1601년~1603년 가을에 걸쳐 노베오카성을 축성한 이후 근세 조카마치(성시)의 형태가 갖추어졌다.
메이지 시대에는 옛 노베오카번주인 나이토씨가 구리 광산과 전원(電源) 개발로 근대 노베오카의 주춧돌을 쌓아 올렸다. 1923년에 노구치 시타가우가 일본 질소비료(현 짓소)의 공장을 건설한 것을 계기로 노베오카는 현내 굴지의 공업 도시로 발전했다.
- 1889년 4월 1일 - 정촌제 시행과 함께 히가시우스키군 노베오카정이 성립하였다.
- 1930년 4월 1일 - 히가시우스키군 노베오카정·쓰네도미촌·오카도미촌이 합병해 새로운 노베오카정이 되었다.
- 1933년 2월 11일 - 시로 승격해 노베오카시가 되었다.
- 1936년 10월 25일 - 히가시우스키군 이가타촌·도카이촌을 편입하였다.
- 1955년 4월 1일 - 히가시우스키군 미나미카타촌·미나미우라촌을 편입하였다.
- 2006년 2월 20일 - 히가시우스키군 기타우라정·기타카타정을 편입하였다.
- 2007년 3월 31일 - 히가시우스키군 기타가와정을 편입하였다.

## 경제
2006년 합병 이전의 노베오카시 지역은 아사히 카세이의 발상지이며 현재도 이 회사의 공장을 중심으로 한 기업 도시이다.

## 교통

### 철도
- 규슈 여객철도 닛포 본선

### 도로
- 국도 10호선
- 국도 218호선
- 국도 326호선
- 국도 388호선

## 인구
| 연도 | 인구    | ±%     |
| ---- | ------- | ------ |
| 1920 | 69,114  | —      |
| 1925 | 72,886  | +5.5%  |
| 1930 | 81,121  | +11.3% |
| 1935 | 114,251 | +40.8% |
| 1940 | 117,271 | +2.6%  |
| 1945 | 116,196 | −0.9%  |
| 1950 | 132,859 | +14.3% |
| 1955 | 146,716 | +10.4% |
| 1960 | 151,800 | +3.5%  |
| 1965 | 148,662 | −2.1%  |
| 1970 | 149,567 | +0.6%  |

| 연도 | 인구    | ±%    |
| ---- | ------- | ----- |
| 1975 | 153,432 | +2.6% |
| 1980 | 154,881 | +0.9% |
| 1985 | 153,835 | −0.7% |
| 1990 | 146,989 | −4.5% |
| 1995 | 141,751 | −3.6% |
| 2000 | 139,176 | −1.8% |
| 2005 | 135,182 | −2.9% |
| 2010 | 131,198 | −2.9% |
| 2015 | 125,159 | −4.6% |
| 2020 | 118,394 | −5.4% |

## 기후
| 노베오카시의 기후                                            | 노베오카시의 기후 | 노베오카시의 기후 | 노베오카시의 기후 | 노베오카시의 기후 | 노베오카시의 기후 | 노베오카시의 기후 | 노베오카시의 기후 | 노베오카시의 기후 | 노베오카시의 기후 | 노베오카시의 기후 | 노베오카시의 기후 | 노베오카시의 기후 | 노베오카시의 기후 |
| 월                                                           | 1월               | 2월               | 3월               | 4월               | 5월               | 6월               | 7월               | 8월               | 9월               | 10월              | 11월              | 12월              | 연간              |
| ------------------------------------------------------------ | ----------------- | ----------------- | ----------------- | ----------------- | ----------------- | ----------------- | ----------------- | ----------------- | ----------------- | ----------------- | ----------------- | ----------------- | ----------------- |
| 역대 최고 기온 °C (°F)                                       | 23.9 (75.0)       | 26.1 (79.0)       | 29.7 (85.5)       | 29.6 (85.3)       | 33.3 (91.9)       | 36.1 (97.0)       | 38.5 (101.3)      | 38.4 (101.1)      | 35.5 (95.9)       | 32.5 (90.5)       | 29.5 (85.1)       | 23.3 (73.9)       | 38.5 (101.3)      |
| 일평균 최고 기온 °C (°F)                                     | 12.4 (54.3)       | 13.6 (56.5)       | 16.6 (61.9)       | 21.0 (69.8)       | 24.6 (76.3)       | 26.5 (79.7)       | 30.4 (86.7)       | 31.6 (88.9)       | 28.8 (83.8)       | 24.5 (76.1)       | 19.4 (66.9)       | 14.3 (57.7)       | 22.0 (71.6)       |
| 일일 평균 기온 °C (°F)                                       | 6.8 (44.2)        | 7.9 (46.2)        | 11.1 (52.0)       | 15.5 (59.9)       | 19.5 (67.1)       | 22.5 (72.5)       | 26.3 (79.3)       | 27.0 (80.6)       | 24.1 (75.4)       | 19.2 (66.6)       | 13.8 (56.8)       | 8.6 (47.5)        | 16.9 (62.3)       |
| 일평균 최저 기온 °C (°F)                                     | 1.9 (35.4)        | 2.9 (37.2)        | 6.0 (42.8)        | 10.4 (50.7)       | 14.9 (58.8)       | 19.2 (66.6)       | 23.0 (73.4)       | 23.6 (74.5)       | 20.4 (68.7)       | 14.8 (58.6)       | 9.1 (48.4)        | 3.8 (38.8)        | 12.5 (54.5)       |
| 역대 최저 기온 °C (°F)                                       | −7.0 (19.4)       | −6.6 (20.1)       | −3.9 (25.0)       | −1.7 (28.9)       | 4.2 (39.6)        | 10.2 (50.4)       | 14.7 (58.5)       | 16.5 (61.7)       | 8.6 (47.5)        | 3.0 (37.4)        | −2.4 (27.7)       | −5.5 (22.1)       | −7.0 (19.4)       |
| 평균 강수량 mm (인치)                                        | 59.4 (2.34)       | 77.8 (3.06)       | 145.5 (5.73)      | 186.5 (7.34)      | 250.6 (9.87)      | 423.5 (16.67)     | 276.5 (10.89)     | 265.9 (10.47)     | 368.2 (14.50)     | 209.5 (8.25)      | 105.0 (4.13)      | 66.3 (2.61)       | 2,435.6 (95.89)   |
| 평균 강수일수 (≥ 1.0 mm)                                     | 5.1               | 6.4               | 9.3               | 9.6               | 10.7              | 15.2              | 11.5              | 11.7              | 11.9              | 7.6               | 6.6               | 5.0               | 110.6             |
| 평균 상대 습도 (%)                                           | 63                | 64                | 66                | 70                | 75                | 84                | 83                | 82                | 80                | 75                | 73                | 67                | 74                |
| 평균 월간 일조시간                                           | 191.2             | 174.9             | 187.2             | 192.7             | 185.1             | 124.7             | 186.1             | 198.1             | 156.5             | 177.4             | 167.6             | 187.3             | 2,130             |
| 출처: 일본 기상청 (평년값: 1991년~2020년, 극값: 1961년~현재) |                   |                   |                   |                   |                   |                   |                   |                   |                   |                   |                   |                   |                   |

## 자매 도시
- 일본 후쿠이현 사카이시(2006년 11월)
- 일본 후쿠시마현 이와키시(1997년 5월)
- 미국 매사추세츠주 메드퍼드(1980년 8월)